# Муро-Леччезе
Муро-Леччезе (італ. Muro Leccese, сиц. Muru) — муніципалітет в Італії, у регіоні Апулія,  провінція Лечче.
Муро-Леччезе розташоване на відстані близько 530 км на схід від Рима, 170 км на південний схід від Барі, 32 км на південний схід від Лечче.
Населення — 5027 осіб (2014).

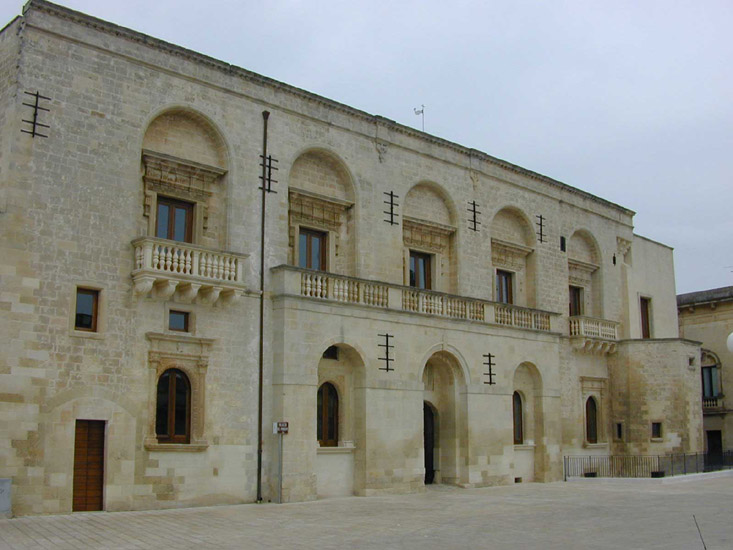

Щорічний фестиваль відбувається 26 серпня. Покровитель — Sant'Oronzo.

## Демографія
Населення за роками:

Станом на 1 січня 2023 року в муніципалітеті офіційно проживали 132 іноземці з 28 країн, серед них 36 громадян країн Євросоюзу та 3 громадяни України.

## Сусідні муніципалітети
- Джуджанелло
- Мальє
- Пальмаридж
- Санарика
- Скоррано